# Philippe Varin
Pour les articles homonymes, voir Varin.
Philippe Varin, né le 8 août 1952 à Reims, est un chef d'entreprise français qui a fait toute sa carrière dans l'industrie. 
Il a été président du directoire du groupe PSA Peugeot Citroën de 2009 à 2013. À son actif figurent la conduite de la restructuration industrielle de PSA en France, de nouveaux modèles des marques Peugeot et Citroën, le redressement de la coopération en Chine et la négociation de l'entrée de Dongfeng au capital de PSA.
En 2010, sa rémunération annuelle a atteint 3 253 700 euros (dont 1 651 000 euros de part variable). Après que Thierry Peugeot, le dernier membre de la famille Peugeot, a pris en 2014 sa retraite comme président du conseil de surveillance, Philippe Varin ratifie l'entrée du groupe automobile chinois Dongfeng au capital de PSA, puis quitte la présidence du groupe. Le conseil de surveillance lui a octroyé une retraite-chapeau de 299 000 euros bruts annuels.
Avant PSA, il a passé 25 ans chez Pechiney et 6 ans comme PDG de Corus.
Nommé président du conseil d'administration d'Areva de janvier 2015 à octobre 2019, puis d'Orano d'octobre 2019 à mai 2020, il a conduit à terme la restructuration du groupe et a été responsable de la terminaison du chantier du réacteur nucléaire EPR en Finlande. Il préside France Industrie. Il préside le conseil d'administration de Suez à partir de mai 2020. 
Il est, depuis 2023, président de l'association C'Possible, qui lutte contre le décrochage scolaire.
Il est, depuis juin 2024, président de la Chambre de Commerce Internationale.

## Biographie
Philippe est le fils de Pierre Varin (1920-2013), représentant de commerce pour le champagne. Aîné d’une fratrie de cinq garçons, Philippe Varin étudie tout d'abord au Lycée Saint-Joseph de Reims, puis en classes préparatoires au lycée privé Sainte-Geneviève de Versailles. Il est diplômé de Polytechnique (promotion 1973) et de l'École des Mines de Paris (promotion 1975). Ingénieur civil des mines, il commence sa carrière chez Pechiney en 1978 en tant que chercheur.
Il occupe par la suite différents postes de direction au sein de ce Groupe (contrôle de gestion, stratégie, direction du projet Aluminium Dunkerque) avant d’être nommé en 1995 directeur de la division Rhenalu, puis directeur général du secteur de l’Aluminium, et en 1999 membre du comité exécutif du groupe Pechiney qui est vendu en 2003 au groupe canadien Alcan.
En mai 2003, il prend la direction du groupe sidérurgique Corus qui fait l’objet en 2007 d’ une OPA amicale du groupe indien Tata Steel. Philippe Varin a réussi cette vente à un prix quinze fois supérieur à ce que valait l'entreprise à son arrivée. En 2006, il préside la fédération européenne des sidérurgistes, Eurofer.

### 2009-2014
Il prend le 1er juin 2009 la direction du groupe PSA Peugeot Citroën, en remplacement de Christian Streiff.
Le retournement du marché profite à PSA dès la mi-2009, le groupe prévoyant un retour aux bénéfices en 2010, facilité par le succès des modèles validés sous la houlette de son prédécesseur Christian Streiff : gamme premium (inaugurée par la Citroën DS3 et la Peugeot RCZ), Peugeot 5008… Il renoue les liens avec les partenaires (BMW…). Même s'il échoue à négocier une entrée du groupe  Mitsubishi dans le capital de PSA en raison de l'opposition de la famille Peugeot, il renforce les coopérations avec lui, et donne la priorité au développement des ventes, de la production et des coopérations en Chine : développement de la coopération avec Dong Feng et seconde coopération avec Chang'An. En juin 2010, il nomme Grégoire Olivier directeur des opérations en Asie ; c'est le premier membre du directoire installé en permanence à l'étranger.
Il est nommé au Centre d'études prospectives et d'informations internationales par décret du 6 novembre 2010.
En 2010, sa rémunération annuelle au sein du groupe PSA a atteint 3 253 700 euros (dont 1 651 000 euros de part variable). En 2011, après renoncement par Philippe Varin à l'octroi de la part variable, elle redescend aux environs de 1,3 million d'euros.

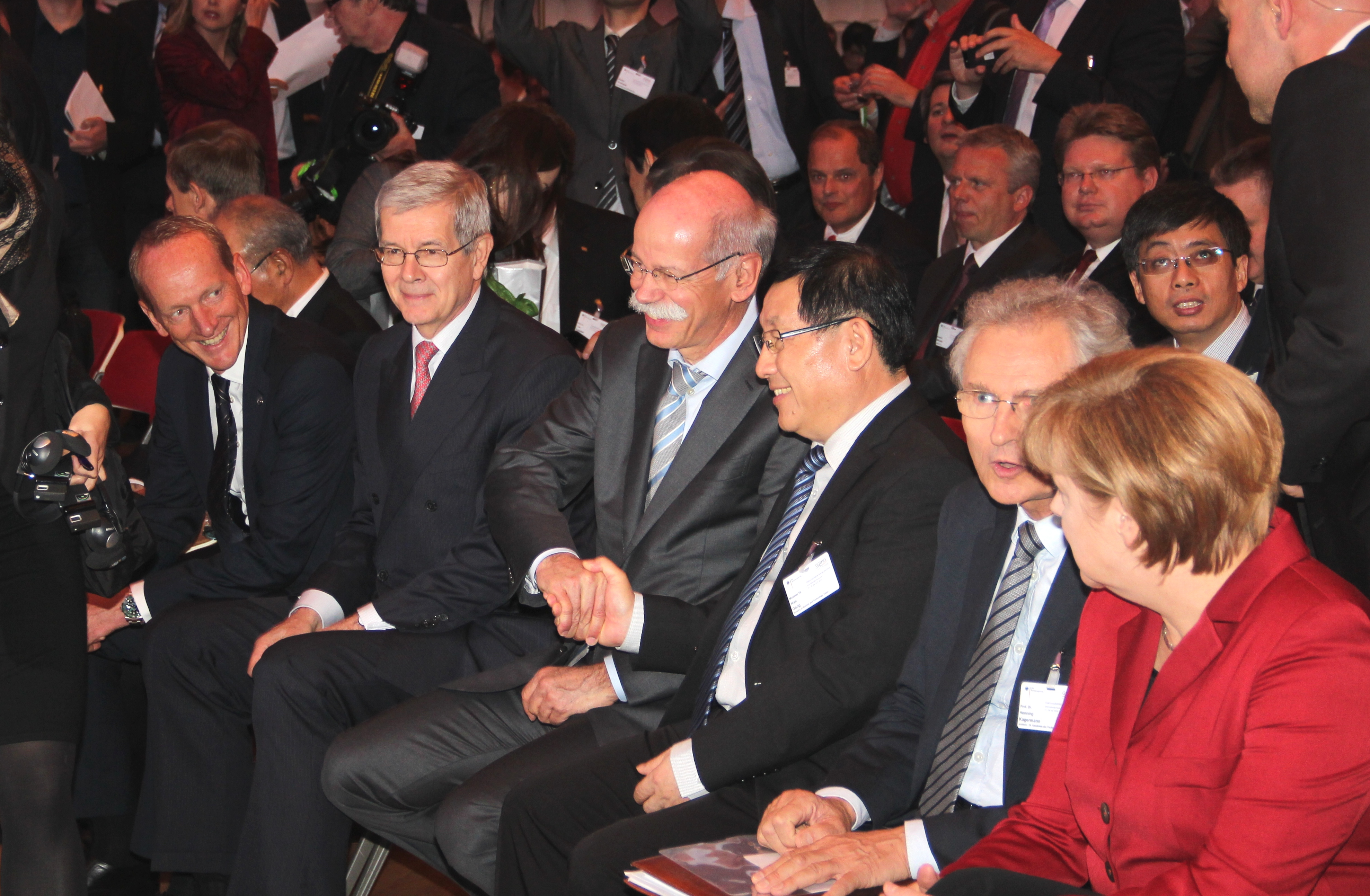
Philippe Varin en compagnie de Karl-Thomas Neumann (Opel), Dieter Zetsche (Daimler), Wan Gang (ministre chinois) et Angela Merkel (chancelière allemande)

Le 25 novembre 2013, un communiqué de presse de PSA Peugeot-Citroen annonce qu'il sera remplacé par Carlos Tavares dans son poste de président du directoire de PSA Peugeot-Citroën dans le courant de l'année 2014. Le 27 novembre 2013, il annonce renoncer à sa retraite-chapeau, provisionnée dans les comptes de PSA au niveau de 21 millions d'euros, qu'il devait toucher sous forme d'une rente versée jusqu'à la fin de sa vie à condition de terminer sa carrière chez PSA, « compte tenu de la polémique que ce sujet a suscitée, de l’émotion de notre pays ». Le 6 mai 2015, le conseil de surveillance annonce qu'il touchera tout de même une retraite-chapeau de 299 000 euros bruts par an.
À son actif figurent la conduite de la restructuration industrielle de PSA en France, de nouveaux modèles des marques Peugeot et Citroën (Peugeot 2008, Citroën C4 Picasso...), le redressement de la coopération en Chine et la négociation de l'entrée de Dongfeng au capital de PSA.

### Depuis 2015
Le 8 janvier 2015, il est désigné par l'assemblée générale d'AREVA comme nouveau président du conseil d'administration de l'entreprise. Le 6 mai suivant, il menace de démissionner, après les critiques contre sa retraite chapeau de Stéphane Le Foll, porte-parole du gouvernement. Sous sa présidence, le groupe dirigé par Philippe Knoche met en œuvre son plan de transformation dans le cadre fixé par l’État le 3 juin 2015.
Cette restructuration aboutit à la création de 3 entités : Orano, recentré sur le cycle du combustible nucléaire avec des activités allant de la production d’uranium jusqu’au recyclage des matières nucléaires  Framatome, chargé de la construction et des services liés aux réacteur nucléaire, qui fait désormais partie du groupe EDF ; AREVA SA, chargé de la terminaison du chantier de réacteur nucléaire EPR en Finlande. Philippe Varin a œuvré afin de permettre la recapitalisation d’AREVA SA et d’Orano par l’État ainsi que l’entrée de partenaires industriels au capital d’Orano (groupes japonais Mitsubishi et JNFL à hauteur de 10%).
Philippe Varin a également mené à bien les négociations avec l’électricien Teollisuuden Voima permettant de mettre fin aux procédures juridiques lancées dans le cadre du projet de la construction du réacteur nucléaire EPR en Finlande. Ces négociations ont abouti à un accord le 11 mars 2018 mettant fin à l’ensemble des litiges concernant ce chantier de construction.
En novembre 2017, il succède à Gérard Worms comme Président du Comité National Français de la Chambre de commerce internationale (ICC)
Le 18 novembre 2017, Philippe Varin est nommé vice-président du Conseil national de l’industrie, et le 1er février 2018 il prend la présidence de France Industrie, organisation qui réunit et représente les entreprises et fédérations du secteur industriel.
En octobre 2019, il laisse la présidence d'Areva entre les mains de Yannick d'Escatha et devient lui-même président d'Orano.[réf. souhaitée]
En mai 2020, il quitte la présidence d'Orano pour prendre la présidence du Conseil d'Administration de Suez.
En juin 2022, Il poursuit sur le plan international l’action de défense des entreprises et d’auto-régulation du monde des affaires par des prises de positions et l’édiction de normes du commerce international d’application volontaire

## Fonctions
- 1978-2003 : différents postes au sein du groupe Pechiney, Directeur de Secteur et membre du comité exécutif en 1999[27]
- 2003-2009 : Président Directeur Général de Corus, puis Tata Steel Europe
- 2006-2013 : Board member of BG Group[28]
- 2009-2013 : Président du directoire du groupe PSA Peugeot Citroën
- 2009-2013 : Administrateur de Faurecia
- Depuis 2012 : Président du Cercle de l'industrie[29]
- Depuis 2013 : Administrateur de Saint-Gobain, président, dans le conseil d'administration de Saint-Gobain, du Comité des Nominations, des Rémunérations et de la Gouvernance
- 2014-2015 : Administrateur d'EDF [30]. Suspension puis fin de son mandat d’administrateur d’EDF en 2015[31],[32] pour éviter les conflits d’intérêt avec ses fonctions de président du conseil d’administration d’AREVA.
- Depuis 2014 : Représentant spécial du ministre des affaires étrangères et du développement international pour l’ASEAN [33]
- Depuis 2015 : Président du conseil d’administration d'AREVA
- Depuis 2015 : Président du World Materials Forum[34]
- Depuis 2017 : Président du conseil d’administration d’Orano (ex NewCo)
- Depuis novembre 2017 : Président du Comité Français de la Chambre de Commerce Internationale[35]
- 2017-2020 : Vice-Président du Conseil National de l’Industrie[36]
- 2018-2020 : Président de France Industrie[37]
- Depuis 2023 : Président de l'association C'Possible[38]

## Vie privée
Son épouse, Claire Bour, est médecin. Ils ont quatre enfants.